# Felderítő Főcsoportfőnökség (Oroszország)
A Felderítő Főcsoportfőnökség, rövidítve GRU (oroszul: Главное разведывательное управление, magyar átírásban: Glavnoje razvedivatyelnoje upravlenyije) Oroszország katonai hírszerző szolgálata. Hivatalos, teljes elnevezéssel az Oroszországi Föderáció Fegyveres Erői Vezérkarának Felderítő Főcsoportfőnöksége (Главное разведывательное управление Генерального штаба Вооружённых Сил Российской Федерации), az orosz fegyveres erőknél a 44388-as egységjelzést viseli. Vezetője 2016 januárjától Igor Korobov, 2018 novemberben bekövetkezett halála után Igor Kosztyukov.
A GRU központja Moszkva északnyugati részén, a Hodinka-mező városrészben, az egykori Hodinkai repülőtér mellett található. A 70 ezer m² összterületű, 9,5 milliárd rubelért felépített új székház 2006-ban készült el.
A GRU tisztjeinek oktatása és speciális felkészítése az orosz Védelmi Minisztérium Katonadiplomáciai Akadémiáján (röviden: GRU Akadémia) történik. A GRU szervezetéhez tartozik még két intézet, a 6. és 18. sz. Központi Tudományos Kutatóintézet (CNII).